# Алтынкульский район
Алтынку́льский райо́н (тума́н; узб. Oltinkoʻl tumani / Олтинкўл тумани) — район Андижанской области Узбекистана. Административный центр — город Алтынкуль с населением около 30.2 тысяч человек.

## История
Алтынкульский район образован в 1939 году. В 1963—1978 годах являлся частью Андижанского района. С 1978 года снова стал самостоятельной административной единицей в составе Андижанской области.

## География
Рельеф района представлен низменностями, возвышенностями и адырами. Занимает центральную часть Андижанской области.
С севера граничит с Избасканским, с северо-запада и запада — с Балыкчинским, с юго-запада и юга — с Шахриханским, с юга — с Асакинским, с востока — с Андижанским районами Андижанской области.
На севере района протекает река Карадарья, на юге — Большой Ферганский канал, канал Улугнор и межрайонный скид Коллектор-Асака.

## Климат
Климат высоких субтропических нагорий. Средняя температура июля — +25...+28˚С, февраля — -5...-7˚С. Иногда летом температура достигает +42...+43˚С, а зимой, наоборот — до -15...-18˚С. Вегетационный период составляет 160—180 дней. Среднегодовое количество осадков — до 225 мм.

## Природа
Почвы в адырной части обогащены, прочие — сероземы. Весной адыры покрываются эфемерными растениями. На целинных участках произрастают полынь и лебеда. Дикие животные встречаются редко. Есть грызуны, пресмыкающиеся и птицы.

## Население
Численность населения всего Алтынкульского района на 2018 год — 135 000 человек. Основную часть населения составляют узбеки. Официальным и самым распространенным языком является узбекский.

## Административно-территориальное деление
Алтынкульский район состоит из 11 городских посёлков (узб. Shaharcha) и 7 сельских сходов граждан (узб. Qishloq fuqarolar yig’ini):
11 городских посёлков:
1. Джалабек
2. Далварзин,
3. Катта Ок Тепа
4. Иджтимоият,
5. Кумакай,
6. Куштепа,
7. Маданий Мехнат,
8. Маслахат,
9. Намуна,
10. Хондибоги.
11. Бустон

7 сельских сходов граждан:
1. Ахунбабаева (4 кишлака),
2. Джалабек (8 кишлаков),
3. Коштепасарай (6 кишлаков),
4. Кумакай (7 кишлаков),
5. Маслахат (6 кишлаков),
6. Орази (6 кишлаков),
7. Сувюлдуз (14 кишлаков).